# Eurygerris
Eurygerris – rodzaj nawodnych pluskwiaków różnoskrzydłych z rodziny nartnikowatych i podrodziny Gerrinae.

## Morfologia
Pluskwiaki te od najbliżej spokrewnionego rodzaju Tachygerris wyróżniają się krótszymi od ciała czułkami. Aparat gębowy ma kłujkę w pozycji spoczynkowej sięgającą ku tyłowi do ⅓ długości śródpiersia. Przedplecze może nakrywać śródplecze w różnym stopniu w zależności od stopnia rozwoju skrzydeł u danego osobnika (występują formy długoskrzydłe, krótkoskrzydłe, jak i bezskrzydłe). Odnóża przedniej pary u samców charakteryzują się silnie, łukowato zakrzywionymi udami, wyposażonymi w głęboką bruzdę na krawędzi spodniej, a często też w ciemno lub czarno porośnięte szczecinkami pogrubienie lub guzek w miejscu zakrzywienia. U samicy odwłok jest pozbawiony kolców na listewce brzeżnej (hiszp. espinas conexivales).

## Ekologia i występowanie
Tak jak inne nartnikowate pluskwiaki te zasiedlają powierzchnię wód słodkich. Bytują na wysokości od 600 do 2900 m n.p.m..
Rodzaj ten zamieszkuje krainę neotropikalną. Znany jest z Meksyku, Jamajki, Haiti, Dominikany, Gwatemali, Kostaryki, Panamy, Kolumbii, Wenezueli, Ekwadoru, Peru, Boliwii, Paragwaju i Argentyny. Ponadto niepewne doniesienia o jego występowaniu pochodzą z Chile.

## Taksonomia
Rodzaj ten wprowadzony został w 1958 roku przez Herberta Barkera Hungerforda oraz Ryuichiego Matsudę. Większość klasyfikowanych w nim gatunków umieszczano wcześniej w rodzajach Gerris lub Brachymetra.
Do rodzaju tego zalicza się 9 opisanych gatunków:
- Eurygerris atrekes Drake, 1963
- Eurygerris beieri (Drake et Harris, 1934)
- Eurygerris cariniventris (Champion, 1901)
- Eurygerris carmelus (Drake et Harris, 1933)
- Eurygerris dominicus (Drake et Maldonado-Capriles, 1956)
- Eurygerris flavolineatus (Champion, 1901)
- Eurygerris fuscinervis (Berg, 1898)
- Eurygerris mexicanus (Champion, 1901)
- Eurygerris summatis (Drake et Harris, 1934)